# Eucalyptus cambageana
Eucalyptus cambageana, comúnmente conocido como el blackbutt del río Dawson, goma de Dawson  o boj de Coowarra, es una especie de árbol endémica de Queensland, Australia. Es un árbol de tamaño mediano con corteza dura y rugosa en la parte inferior del tronco, corteza lisa de color blanco a crema en la parte superior, hojas adultas en forma de lanza o curvadas, botones florales en grupos de siete, flores blancas y fruto en forma de copa o embudo.

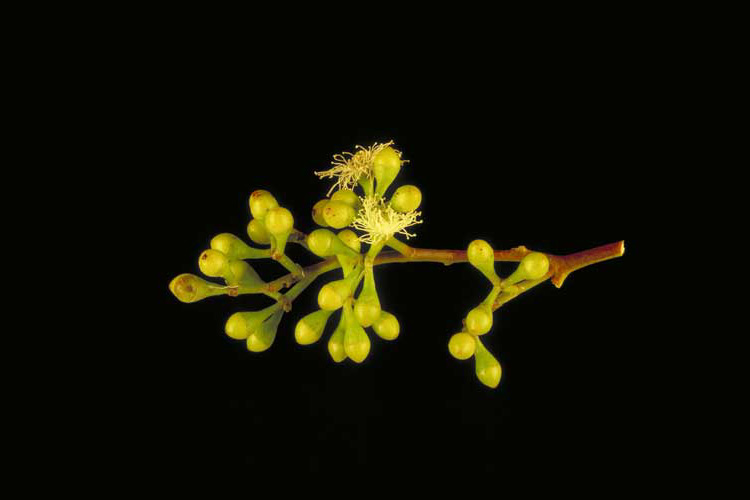
Botones florales

## Descripción
Eucalyptus cambageana es un árbol que normalmente crece hasta una altura de 25 m de altura y forma un lignotúber. La corteza de los 2–3 m más bajos del tronco es dura, rugosa, de color gris oscuro a negro y luego cambia abruptamente hacia arriba a una corteza lisa, blanca a gris. Las hojas de las plantas jóvenes y vástagos tienen forma de huevo, de 70-145 mm (2,8-5,7 plg) de largo y 30-63 mm (1,2-2,5 plg) de ancho, de color gris azulado opaco. Las hojas adultas tienen forma de lanza, a veces curvadas, del mismo verde brillante en ambos lados, de 75-165 mm (3-6,5 plg) de largo y 12-30 mm (0,5-1,2 plg) de ancho en un pecíolo de 10-27 mm de largo. Los botones florales están dispuestos en grupos de siete en las axilas de las hojas en un pedúnculo de 5-12 mm (0,2-0,5 plg) de largo, las flores individuales en un pedicelo generalmente de 3-6 mm (0,1-0,2 plg) de largo. Los cogollos maduros son ovalados, de 4-5 mm (0,2-0,2 plg) de largo y 2-4 mm (0,1-0,2 plg) de ancho con un opérculo cónico a redondeado. La floración ocurre entre julio y septiembre y las flores son blancas. La fruta es una cápsula leñosa, en forma de copa o en forma de embudo, de 3-6 mm (0,1-0,2 plg) de largo y 5-6 mm (0,2-0,2 plg) de ancho con las válvulas encerradas debajo del borde.

## Taxonomía y denominación
Eucalyptus cambageana fue descrito formalmente por primera vez en 1913 por Joseph Maiden a partir de un espécimen recolectado en 1912 en la estación Mirtna cerca de Charters Towers. El epíteto específico (cambageana) honra al topógrafo y botánico Richard Hind Cambage.</ref>

## Distribución y hábitat
El blackbutt del río Dawson se encuentra cerca de Charleville, Charters Towers y Jericho hasta la costa de Queensland. Crece en matorrales o bosques abiertos con brigalow (Acacia harpophylla), belah (Casuarina cristata) y wilga (Geijera parviflora). Estas comunidades boscosas abiertas donde es codominante con brigalow se encuentran en suelos arcillosos, aluviales o sedimentarios.
La presencia de E. cambageana es un indicador de suelo sódico, lo que tiene implicaciones para la agricultura de la región.

## Conservación
Este eucalipto está clasificado como "de preocupación menor" según la Ley de Conservación de la Naturaleza del Gobierno de Queensland de 1992.

## Usos
La pesada madera de color marrón rojizo de este eucalipto se utiliza para postes de cercas en el área local. Se convierte en un árbol demasiado grande para los jardines en general, pero su corteza contrastante le da potencial hortícola para parques y acres.